# Ласа
Ласа (гал. Laza, ісп. Laza) — муніципалітет в Іспанії, у складі автономної спільноти Галісія, у провінції Оренсе. Населення — 1597 осіб (2009).
Муніципалітет розташований на відстані близько 360 км на північний захід від Мадрида, 45 км на південний схід від Оренсе.
Муніципалітет складається з таких паррокій: А-Альбергерія, Камба, Каррашо, О-Кастро-де-Ласа, Сердедело, Ласа, Матама, Реторта, Торо, Трес.

## Демографія
Динаміка населення (INE ):

## Галерея зображень

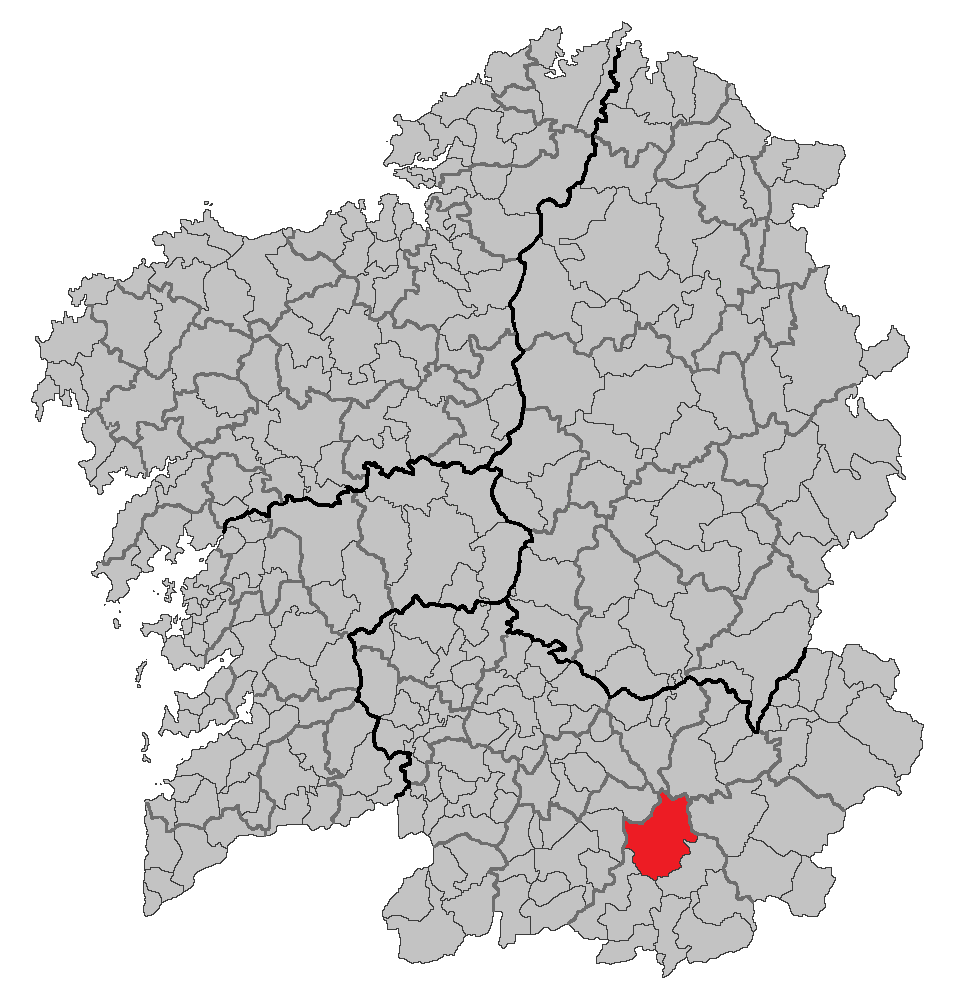
Розташування муніципалітету